# 炙甘草湯
炙甘草湯（しゃかんぞうとう）は、漢方方剤の処方のひとつ。別名「復脈湯」とも呼ばれる。出典は『傷寒論』。

## 概要
不整脈、動悸、息切れ、心臓神経症、心臓弁膜症、バセドウ病に伴う呼吸困難などに効果があり、貧血や体力がなく顔色が悪く疲れやすい虚証、燥証体質に向く。便秘、乾燥肌、口渇などをともなうときに適する。炙甘草は、甘草を火であぶったもので、火を通すことで体力を補強する作用が増強されるとされる。

## 組成
- 炙甘草3.0
- 人参3.0
- 桂皮3.0
- 阿膠2.0
- 麦門冬6.0
- 麻子仁3.0
- 地黄 6.0
- 大棗 3.0
- 生姜1.0

## 適応
- 体力の落ちているものの動悸、息切れ、不整脈など。
- 虚弱体質
- 心臓神経症
- 心臓弁膜症

## 用法
- 成人の場合、1日9.0gを2～3回に分割し、食前または食間に経口服用する。年齢、体重、症状により増減する。

## 副作用
- 偽アルドステロン症
- 血圧上昇
- だるさ
- むくみ
- 体重増加
- 手足のしびれ、痛み
- 筋肉のぴくつきやふるえ、力が入らないなど。
- 低カリウム血症
- 胃の不快感、食欲不振、吐き気、嘔吐、下痢などの胃腸症状。
- 発疹、発赤、かゆみなど皮膚の異常。

## 注意事項
以下の者は、服用に注意。
- 医師の治療を受けている人。
- 妊婦又は妊娠の可能性のある人。
- 生後3ヶ月未満の乳児。
- 発疹・かゆみ等、アレルギーの既往歴のある人。
- 1ヵ月以上服用しても症状がよくならない場合は医師に相談。